# ルイス・カルニグリア
ルイス・カルニグリア (Luis Carniglia) こと、ルイス・アントニオ・カルニグリア（Luis Antonio Carniglia, 1917年10月4日 - 2001年6月22日）は、アルゼンチン・ブエノスアイレス州出身の元サッカー選手、元サッカー指導者。

## 経歴
現役時代はボカ・ジュニアーズ等でプレーしたストライカーだった。その後指導者となり、1955年からOGCニースの監督となる。初年度からリーグ・アンを優勝し、1957年にはレアル・マドリードの監督に就任した。レアルでの2年間で1度のリーグ優勝とUEFAチャンピオンズカップ連覇を成し遂げている。

## 所属クラブ
- CAティグレ 1933-1936
- ボカ・ジュニアーズ 1936-1941
- CAチャカリタ・ジュニアーズ 1942-1945
- CFアトラス 1945-1948
- CAティグレ 1949
- OGCニース 1951-1952, 1953-1955
- スポルタン・クルブ・トゥーロン 1952-1953
- OGCニース 1953-1955

## 指導歴
- OGCニース 1955-57
- レアル・マドリード 1957-59
- ACフィオレンティーナ 1959-60
- ASバーリ 1961
- ASローマ 1961-63
- ACミラン 1963-1964
- デポルティーボ・ラ・コルーニャ 1964-1965
- ボローニャFC 1965-1968
- ユヴェントスFC 1969-1970
- CAサン・ロレンソ・デ・アルマグロ 1973
- FCジロンダン・ボルドー 1978-1979